# The Quarrelsome Couple
The Quarrelsome Couple è un cortometraggio muto del 1902 diretto da Percy Stow.

## Trama
Durante una lite familiare, la moglie getta in testa al marito la zuppa preparata per cena.

## Produzione
Il film fu prodotto dalla Hepworth.

## Distribuzione
Distribuito dalla Hepworth, il film - un cortometraggio della lunghezza di 15,2 metri - uscì nelle sale cinematografiche britanniche presumibilmente nel 1902.
Si pensa che sia andato distrutto nel 1924 insieme a gran parte degli altri film della Hepworth. Il produttore, in gravissime difficoltà finanziarie, pensò in questo modo di poter almeno recuperare l'argento dal nitrato delle pellicole.